# شالاندري إيلار
شالاندري إيلار هي بلدية فرنسية تقع في إقليم الأردين في منطقة غراند إيست. 

## الأماكن والمعالم الأثرية

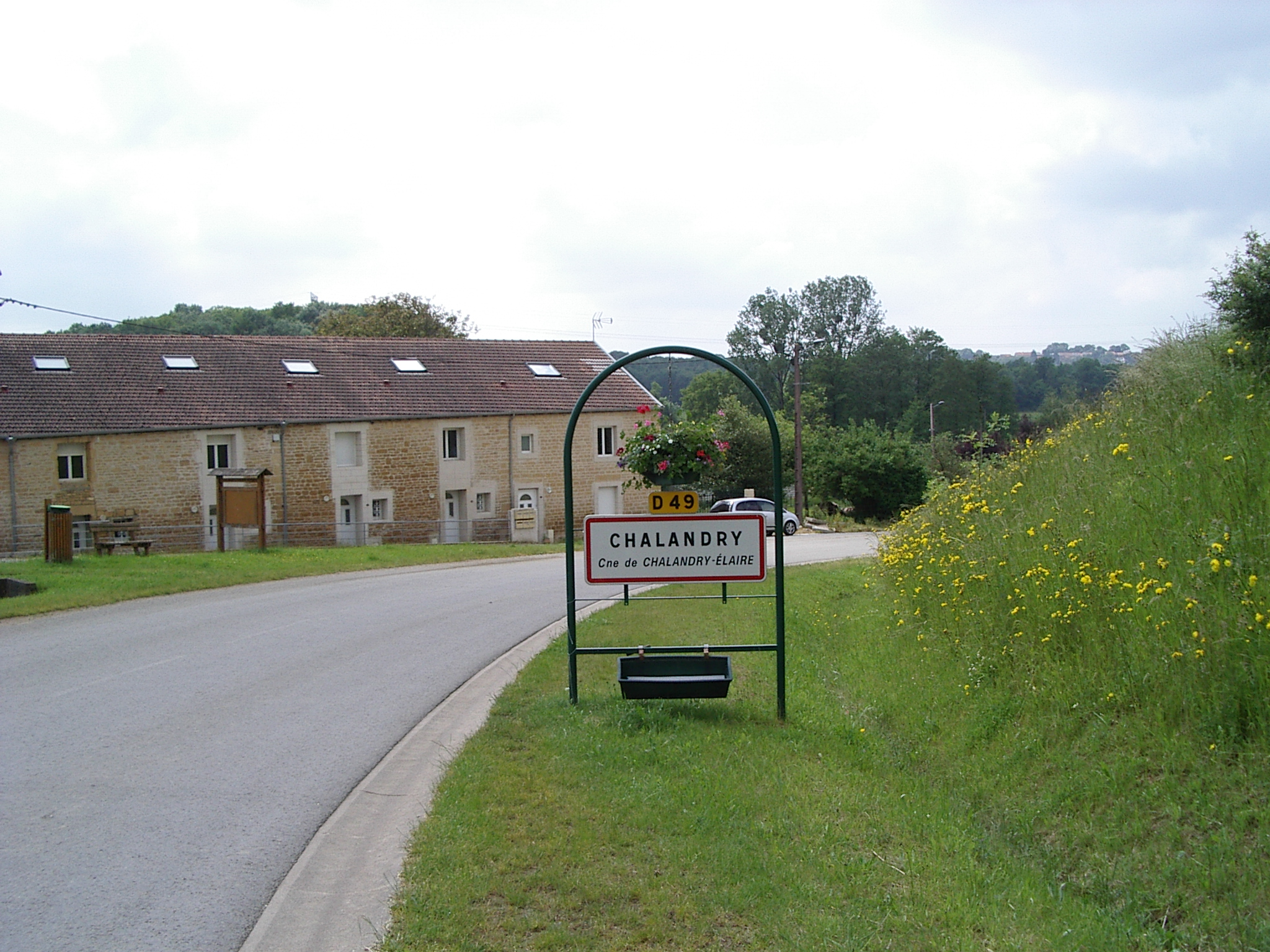
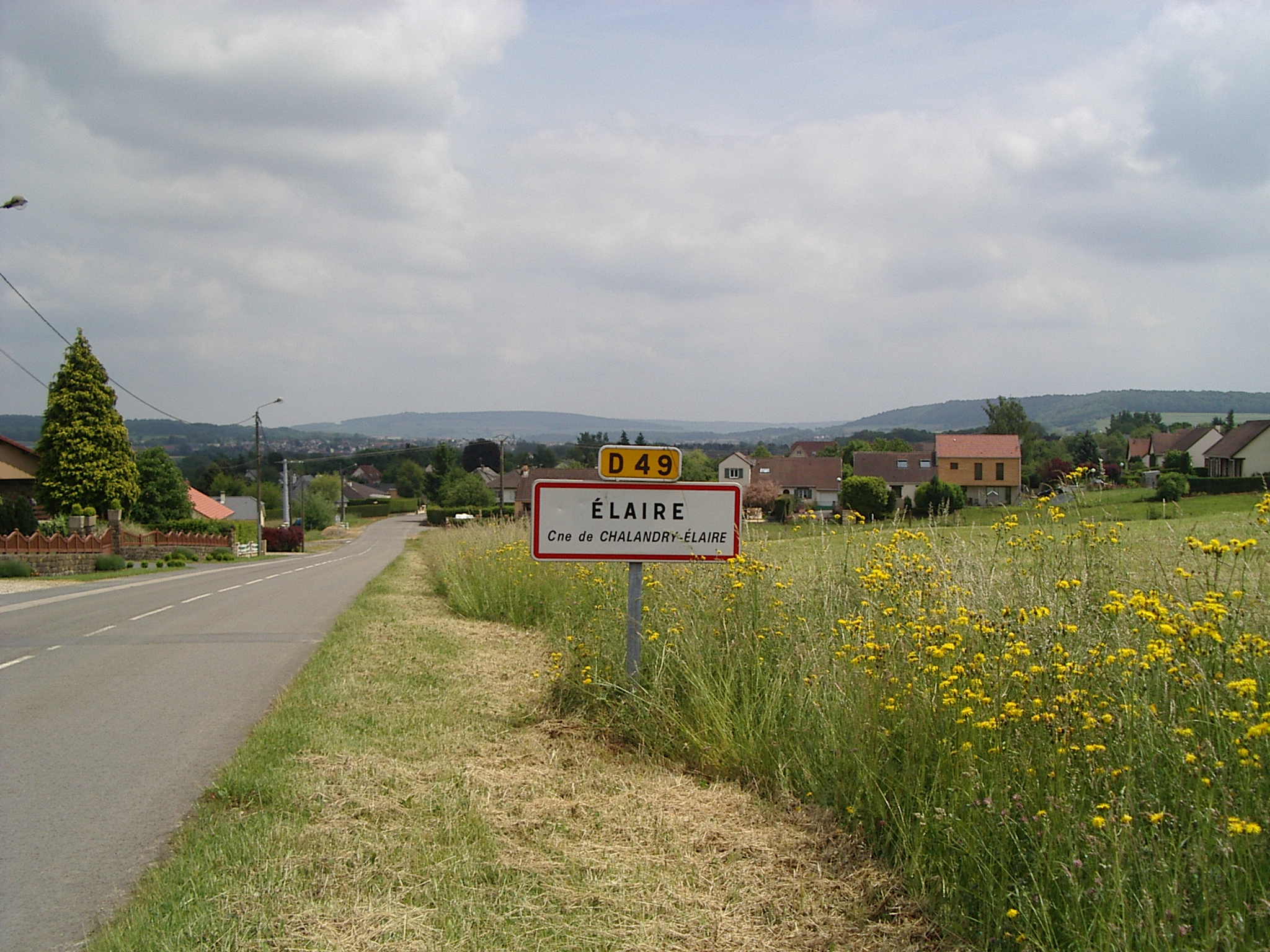
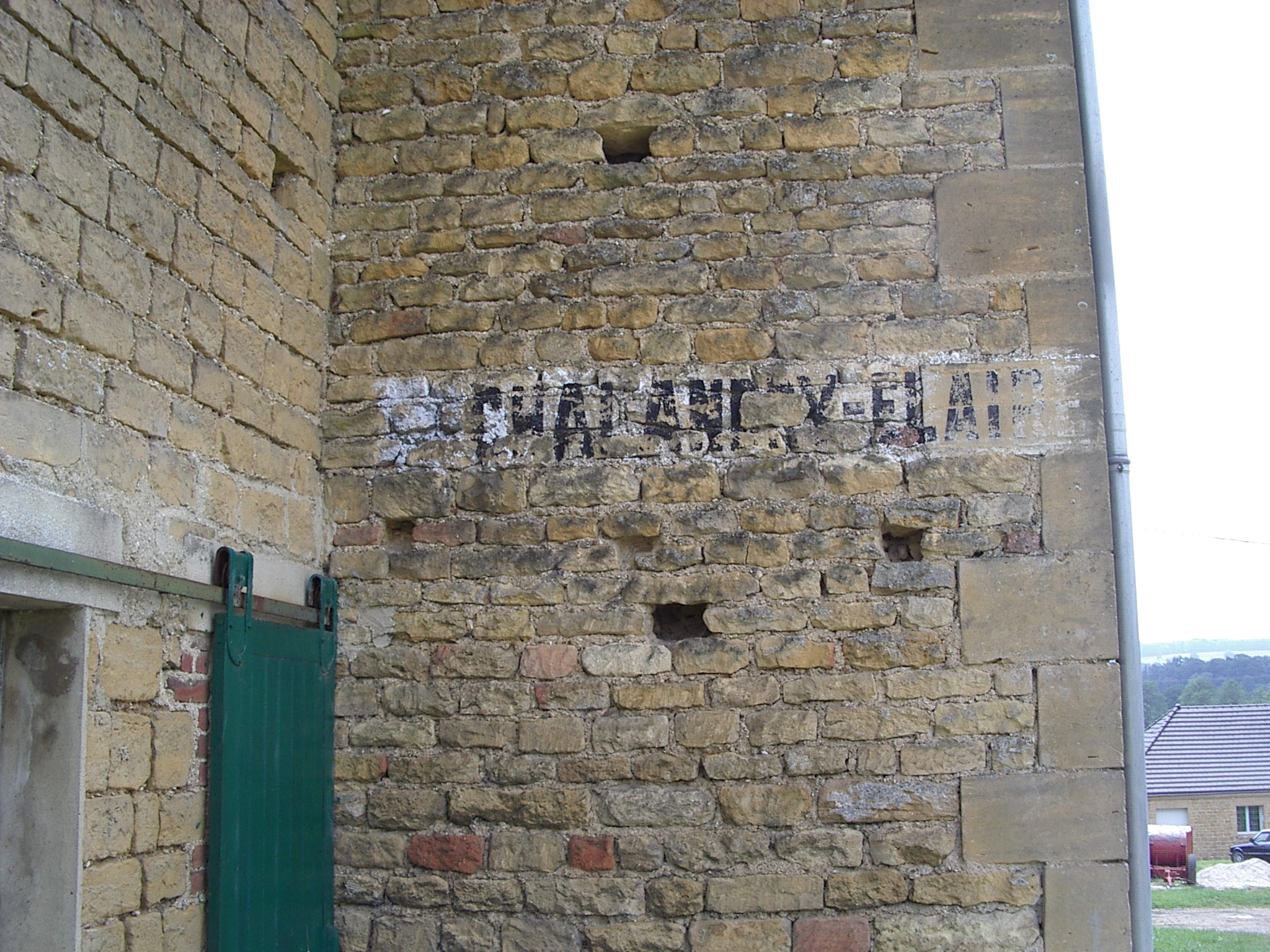
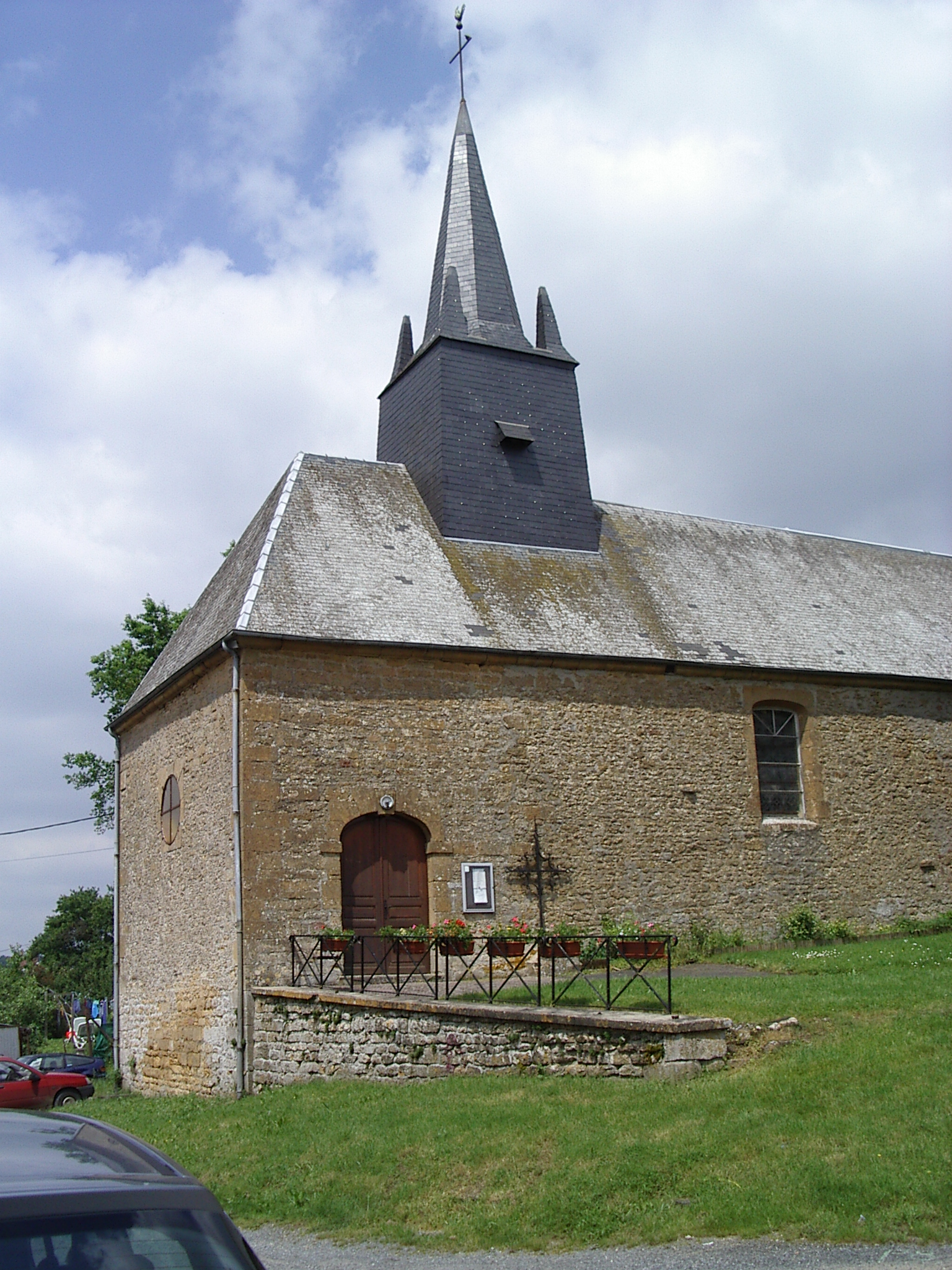